# Sabrina Nobile
Sabrina Nobile (Roma, 30 novembre 1971) è una conduttrice televisiva italiana.

## Biografia
Mentre frequenta l'università, studia teatro a Roma e a Parigi e recita in piccole compagnie. Si laurea in Lettere, indirizzo Spettacolo con una tesi sul cinema e teatro di Carmelo Bene. Fa un master in scienze della comunicazione e lavora per un periodo all'Ente teatrale italiano nell'ufficio comunicazione e marketing e in alcune produzioni teatrali. È stata legata sentimentalmente al regista cinematografico Saverio Costanzo, figlio del noto conduttore televisivo Maurizio Costanzo, col quale ha avuto due bambini.
Nel 2001 lavora come autrice nel programma Evolution di Italia 1 e gestisce con alcuni amici una piccola società che realizza prodotti video. Dal 2003 al 2018 è stata inviata, su Italia 1, del programma Le Iene. Nel 2003 lavora con Gianni Ippoliti nel programma di Rai 2 Il paese delle Meraviglie e conduce una trasmissione nell'estate di Radio2 rete nella quale conduce la trasmissione "Senti che Storia!" insieme a Paolo Calabresi dal luglio 2016 al agosto 2019. Nel 2005 conduce il programma comico su LA7 La7ima dimensione. Nel 2005 partecipa su LA7 alla trasmissione Due sul divano. Nel 2006 conduce su Rai 2 al fianco di Max Giusti Matinée.
Nel 2007, dopo una gravidanza, conduce su Italia 1 il programma-test Scappati con la cassa ideato dal gruppo de Le Iene e torna nel programma. Nel 2009 conduce Nobile Mobile su MTV Italia, programma innovativo, in quanto è il primo ad essere interamente realizzato con il cellulare. Dal 22 febbraio 2011 è passata nuovamente su LA7 conducendo Il contratto - Gente di talento, programma televisivo che offriva 8 posti di lavoro a tempo indeterminato, il programma però non riscuote successo e viene presto cancellato; la Nobile torna così nuovamente a lavorare a Le Iene come inviata. Al Festival di Sanremo 2015, presenta il Dopofestival insieme a Saverio Raimondo.